# 希爾德科格爾山
47°05′49″N 12°28′56″E / 47.096944°N 12.482222°E

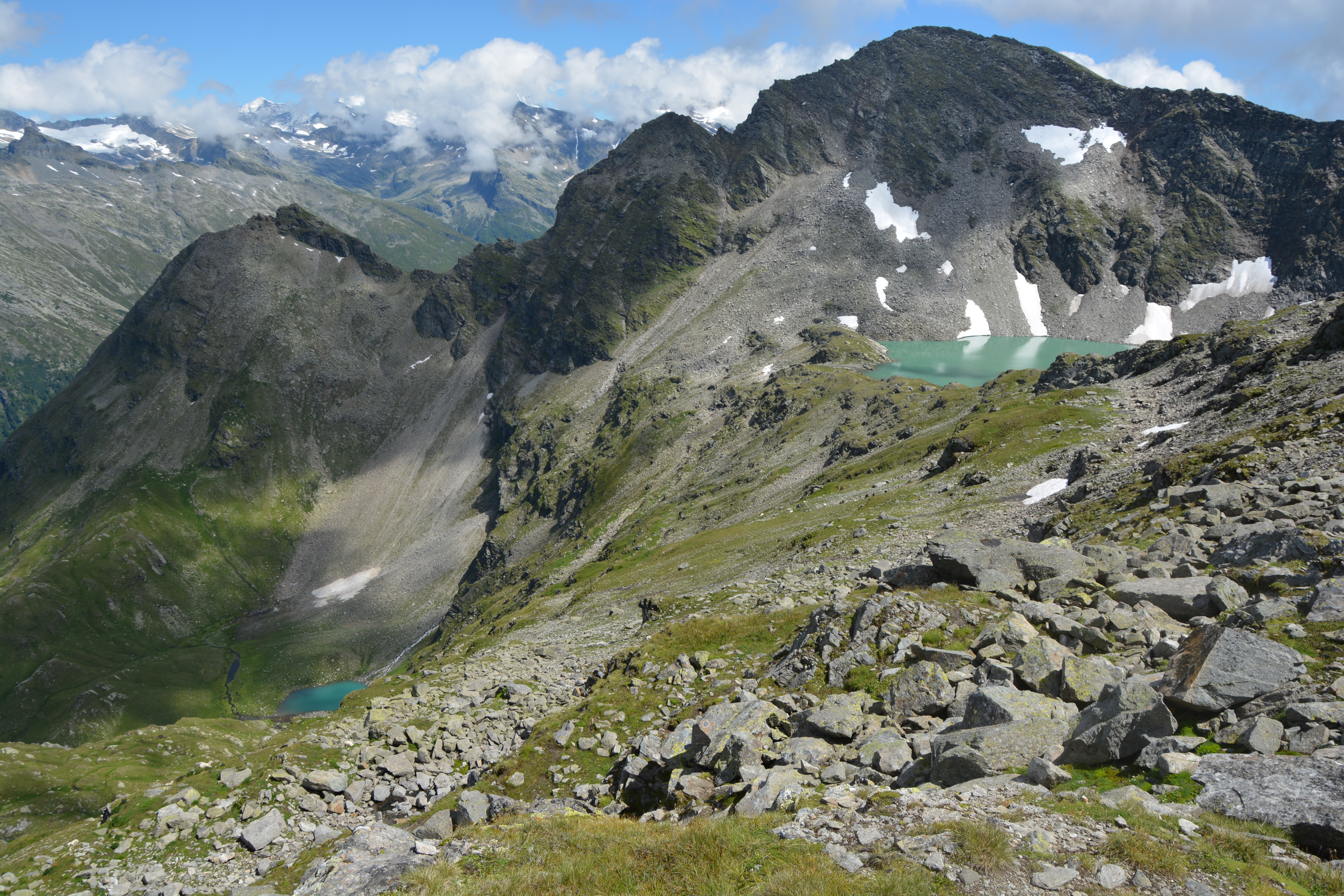

希爾德科格爾山（德語：Schildkogel），是奧地利的山峰，位於該國西部，由蒂羅爾州負責管轄，屬於維內迪傑山脈的一部分，距離普拉特內克山0.9公里，海拔高度2,826米，每年平均降雨量1,764毫米。